# Augustus Earle
Augustus Earle (1 de junio de 1793–10 de diciembre de 1838) fue un pintor británico. Conocido por sus diversos viajes alrededor del globo y sus obras que los retratan. 
A diferencia de otros artistas europeos involucrados en viajes de exploración o con patrocinadores adinerados, a menudo aristocráticos, Earle pudo operar de manera bastante independiente, capaz de combinar su deseo de viajar con la capacidad de ganarse la vida a través del arte. Las obras que produjo durante sus viajes comprenden un importante registro documental de los efectos la colonización europea a principios del siglo XIX.

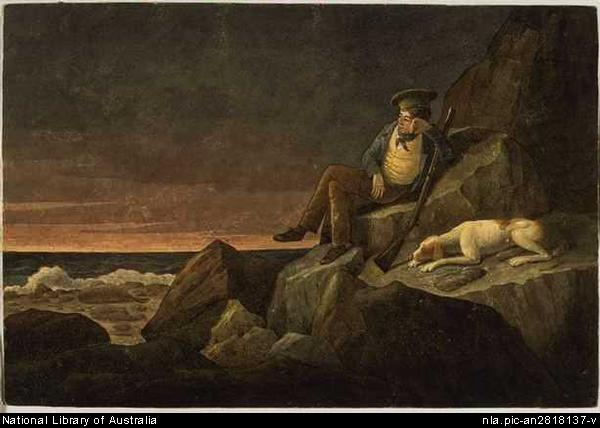
Augustus Earle, (Autorretrato) Soledad, mirando el horizonte al atardecer, con la esperanza de ver un barco, Tristan de Acunha (i.e. da Cunha) en el Atlántico Sur, (1824): acuarela; 17,5 x 25,7 cm. Biblioteca Nacional de Australia

## Biografía

### Primeros años
Augustus Earle nació en Londres el 1 de junio de 1793. Era el hijo menor de un padre nacido en Estados Unidos, James Earle (1761-1796), un artista y miembro de la prominente familia estadounidense Earle, y Georgiana Caroline Smyth. La mayor de sus dos hermanas era Phoebe Earle (1790–1863), también pintora profesional, mientras que su media hermana mayor era Elizabeth Anne Smyth (1787–1838) y su medio hermano mayor era el científico Almirante William Henry Smyth (1788–1865). No hay constancia de que se haya casado o tenido hijos.
Earle recibió su formación artística en la Royal Academy, donde tuvo su primera exposición a la temprana edad de 13 años. Earle exhibió pinturas clásicas, de género e históricas en seis exposiciones de la Royal Academy entre 1806 y 1814.

### Viaje por el Mediterráneo
En 1815, a sus veintidós años de edad, el medio hermano de Earle, William Henry Smyth solicitó y obtuvo permiso de Lord Exmouth para permitir el paso de Earle a través del Mediterráneo a bordo del navío Scylla, que Smyth comandaba. Earle visitó así Sicilia, Malta, Gibraltar y el norte de África, regresando a Inglaterra en 1817. Una carpeta de dibujos de este viaje está en manos de la Galería Nacional de Australia, Canberra .

### Hacia los Estados Unidos
En marzo de 1818, Earle partió de Inglaterra con rumbo a los Estados Unidos. Esta sería la primera etapa de un viaje que lo terminaría llevando alrededor del mundo. Recorriendo desde Sudamérica a Tristán de Acuña, Nueva Gales del Sur, Nueva Zelanda, el Pacífico, Asia, India, Mauricio y hasta Santa Elena, antes de regresar a casa a finales de 1829. La primera etapa de este viaje, en 1818, lo llevó primero a Nueva York, antes de trasladarse a Filadelfia, donde expuso dos pinturas en la Academia de Bellas Artes de Pensilvania. No se conocen obras de arte que hayan sobrevivido de este período.

### Sudamérica
Continuando su viaje en febrero de 1820, Earle navegó hacia Río de Janeiro, Brasil, visitó Chile en junio y residió en Lima, Perú, de julio a diciembre. El 10 de diciembre de 1820, Earle partió de Lima rumbo a Río de Janeiro a bordo del HMS Hyperion.
En enero de 1821 vuelve a Río de Janeiro donde permanece tres años produciendo un gran número de acuarelas, bocetos y dibujos.
De su producción en Brasil destacan los cuadros realizados sobre la situación de los esclavos. Con claro sentido humanista, sus obras muestran los maltratos y las tristes condiciones de vida a las que estaban sometidos.

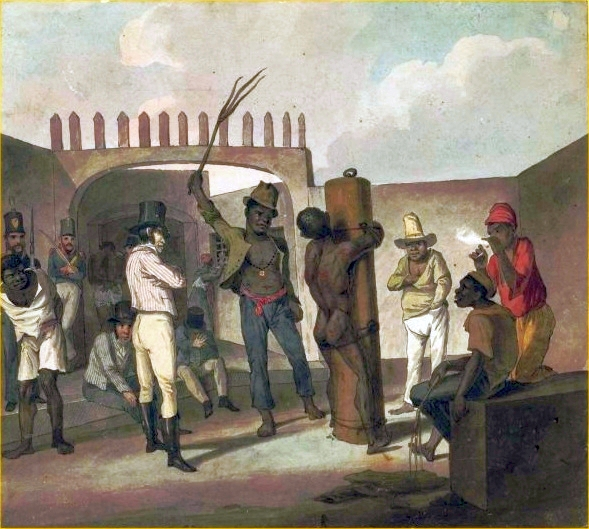
Augustus Earle, Castigando a los negros en Cathabouco, (i.e., Calabozo) Río de Janeiro, (1822): acuarela; 23,6 x 26,3 cm. Biblioteca Nacional de Australia

Entre las obras de su período en Brasil se encuentran sus obras sobre la esclavitud, incluido Castigando a los negros en Cathabouco (Calobouco), Río de Janeiro, Escena del fandango negro, Campo St. Anna, y Juegos en Rio de Janeiro, durante el Carnaval. Otras obras incluyeron paisajes y una serie de retratos.

### Tristán de Acuña
El 17 de febrero de 1824, partió de Río de Janeiro a bordo del ya viejo barco Duke of Gloucester con destino al Cabo de Buena Esperanza, en África, y luego a Calcuta, en la India. La partida de Earle se debió a una carta que contenía las "ofertas más halagadoras de presentación a Lord Amherst, que acababa de dejar Inglaterra para asumir el gobierno de la India". Los tormentas del océano Atlántico obligaron al barco a anclar frente a la remota isla de Tristan da Cunha. Así, Earle desembarcó con su perro y un tripulante amigo, Thomas Gooch, atraído por la idea de que 'este era un lugar hasta ahora no visitado por ningún artista'. Tres días después, su navío zarpó sin anuncio, dejando a Earle y Gooch en la isla, la cual tenía solo seis habitantes adultos permanentes en ese momento. Pasaron los siguientes ocho meses en la isla, entre marzo y noviembre. Para vivir Earle se convirtió en tutor de varios niños y continuó dibujando a la isla hasta que se agotaron los suministros.
Dieciséis obras sobrevivieron de este período, como la Casa de Gobierno, Tristan D'Acunha (es decir, da Cunha), que fue reproducida en su Narrativa , y Flinching a young sea elephant .

### Australia
Earle fue finalmente rescatado el 29 de noviembre por el barco Admiral Cockburn, que se había detenido en su viaje a Hobart, Van Diemen's Land (en 1856 Van Diemen's Land pasó a llamarse Tasmania en honor a Abel Tasman) donde desembarcó el 18 de enero de 1825. Permaneció en Hobart brevemente, y solo sobrevive una pequeña cantidad de obras de este período, sus retratos del Capitán Richard Brooks y de su esposa (1827-1827) están expuestos en la Galería Nacional de Victoria, incluido June Park, Van Dieman's (sic) Land, paisaje perfecto del parque, y Cabo Barathas, (es decir, Barathus) Adventure Bay, Van Dieman's (es decir, Tierra de Diemen .
Earle partió de Hobart hacia Sídney a bordo del bergantín Chipre y llegó allí el 14 de mayo. Pronto se ganó la reputación de ser el primer y principal artista de importancia de la colonia. Al establecer una pequeña empresa, Earle recibió una serie de solicitudes de retratos. Estas comisiones provinieron de varias figuras del establecimiento de Sídney y familias destacadas. A lo largo de este tiempo, Earle también continuó produciendo una serie de acuarelas que se dividen principalmente en tres categorías: paisajes, temas aborígenes y una serie de vistas de edificios públicos y privados que registran el desarrollo de la colonia. Earle pintó numerosos retratos de colonos de alto perfil, incluidos el gobernador Thomas Brisbane, el gobernador Ralph Darling, el capitán John Piper y la señora Piper, con sus hijos. Una de sus obras más famosas es una impresión litográfica titulada Retrato de Bungaree, un nativo de Nueva Gales del Sur, con Fort Macquarie, el puerto de Sydney, al fondo.

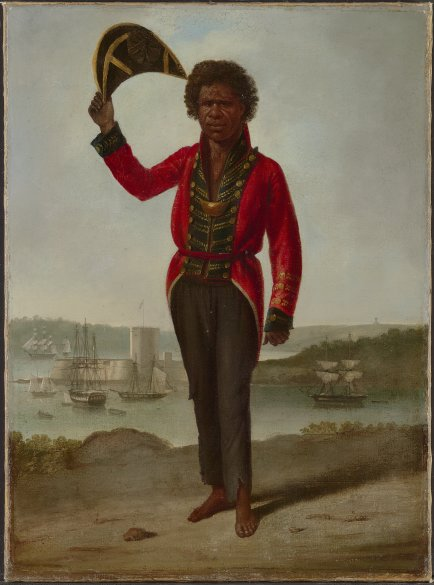
Augustus Earle, Retrato de Bungaree, nativo de Nueva Gales del Sur, con Fort Macquarie, puerto de Sydney, al fondo, (1826): óleo sobre lienzo; 68,5 x 50,5 cm. Biblioteca Nacional de Australia

Earle también realizó varias excursiones a las áreas periféricas de la colonia, viajando al norte de Sídney a través del río Hunter hasta Port Stephens y Port Macquarie y, entre abril y mayo de 1827, viajó al distrito de Illawarra al sur de Sídney. Luego de lograr aceptación dentro de la sociedad de Sídney, decidió solicitar una concesión de tierras, sin embargo, esto fue denegado debido a su falta de capital.

### Nueva Zelanda
El 20 de octubre de 1827, Earle partió de Sídney a bordo del Governor Macquarie para visitar Nueva Zelanda, donde tenía "la esperanza de encontrar algo nuevo para mi lápiz en su peculiar y pintoresco estilo de vida". Si bien Earle fue precedido por artistas en los viajes de James Cook en el Pacífico, incluidos Sydney Parkinson, William Hodges y John Webber, fue el primero en establecerse. Earle llegó al puerto de Hokianga en la costa oeste de la Isla Norte, con la resolución de hacer su camino por tierra a la Bahía de las Islas . Partiendo con su amigo el Sr. Shand, llegó a Kororareka, donde estuvo bajo el patrocinio del jefe maorí Te Whareumu, también conocido como Shulitea [o 'Rey Jorge']. Queda una gran cantidad de acuarelas y dibujos de la estancia de Earle en Nueva Zelanda, que cubren temas como paisajes románticos, cultura maorí y la vida cotidiana del pueblo, los efectos de la guerra, estudios de retratos. También produjo una serie de retratos al óleo, junto con acuarelas, litografías y bocetos a lápiz. Al regresar al puerto de Hokianga, partió de Nueva Zelanda hacia Sídney en abril de 1828 a bordo del Gobernador Macquarie .

### A la India
Earle luego pasó meses en Sídney hasta que partió el 12 de octubre de 1828, a bordo del barco Rainbow, con destino a la India a través de las Islas Carolinas, Guam, Manila, Singapur y Pulo-Penang, antes de desembarcar en Madrás, India. Aunque la ciudad de Madrás fue buena para la venta de su arte, la salud de Earle se deterioró allí y viajó a Pondicherry, embarcándose en el Julie, que se detuvo en la isla de Mauricio. Después de realizar algunas vistas panorámicas de la isla, regresó a Inglaterra en el navío Resource en 1830.

### Viaje en elHMS Beagle
El 28 de octubre de 1831 fue contratado por el capitán Robert FitzRoy como artista supernumerario con víveres en el segundo viaje del HMS Beagle, trabajando como dibujante y artista topográfico. Se hizo amigo de Charles Darwin, y en abril y mayo de 1832 se hospedaron en una cabaña en Botafogo, cerca de Río de Janeiro, pero problemas de salud lo obligaron a abandonar el barco en Montevideo en agosto y permanecer un tiempo en la ciudad hasta regresar a Inglaterra. Su lugar en el HMS Beagle fue ocupado por Conrad Martens. Durante su estancia en Montevideo realizó dos acuarelas que actualmente posee el Museo Histórico Cabildo: Muelle de Montevideo y Aduana de Montevideo.
En sus últimos años realizó algunas pinturas a partir de algunos de sus antiguos bocetos, incluido A Bivouac of Travelers, que exhibió en la Royal Academy en 1838.
En 2015 la casa de subastas Sotheby's de Londres puso a la venta la única representación conocida de Charles Darwin a bordo del Beagle realizada por Earle, la cual data de septiembre de 1832, cuando se encontraban en Bahía Blanca.

## Muerte
Augustus Earle murió de asma y debilidad en Londres el 10 de diciembre de 1838, a la temprana edad de 45 años tras una vida corta pero intensa.

## Publicaciones
- Augustus Earle, Una narración de una residencia de nueve meses en Nueva Zelanda en 1827: junto con un diario de una residencia en Tristan D'Acunha, una isla situada entre América del Sur y el Cabo de Buena Esperanza (Londres: Longman, Rees, Orme, Marrón, Verde y Longman, 1832). Texto completo